# Joaquín Gutiérrez (pintor)
Joaquín Gutiérrez, pintor activo en el Nuevo Reino de Granada durante el siglo XVIII. Acerca de la procedencia del pintor, su familia y la fecha de nacimiento, no se tienen datos exactos, más se deduce que pertenece a la segunda década del siglo XVIII. Sus obras fueron realizadas a partir de 1750. 
Conocido como “El pintor de los virreyes” por ser este grupo de retratos una de las partes más conocidas y vistosas de su obra.

## Estudios y Estilo
Estudió pintura en el taller del maestro Nicolás Banderas, seguidor de Gregorio Vásquez de Arce y Ceballos.
No se ha logrado precisar cómo llegó a él la influencia y aprendizaje de las formas y características del rococó, aunque es lógico que el ascenso al trono de España de la dinastía borbónica francesa, al alborear el siglo XVIII, en reemplazo de la de los Austria, trajo cambios en la Península y en los dominios de América, de significación tanto ideológica como política, lo mismo que de comportamiento y costumbres, que se afrancesaron. 
Gutiérrez fue un buen retratista que se distinguió por la maestría con la que trató los trajes y la manera como reprodujo las sedas y los encajes. Su estilo se apartó del barroquismo que había primado durante los siglos anteriores en el Nuevo Reino de Granada. Este artista, con su pintura de perspectiva plana y sin los contrastes violentos de claroscuro, pertenece a la escuela Rococó que habría de influir definitivamente en los primeros pintores republicanos del siglo XIX.
Se casó con doña Josefa Illera, viviendo en Popayán.

## Obra

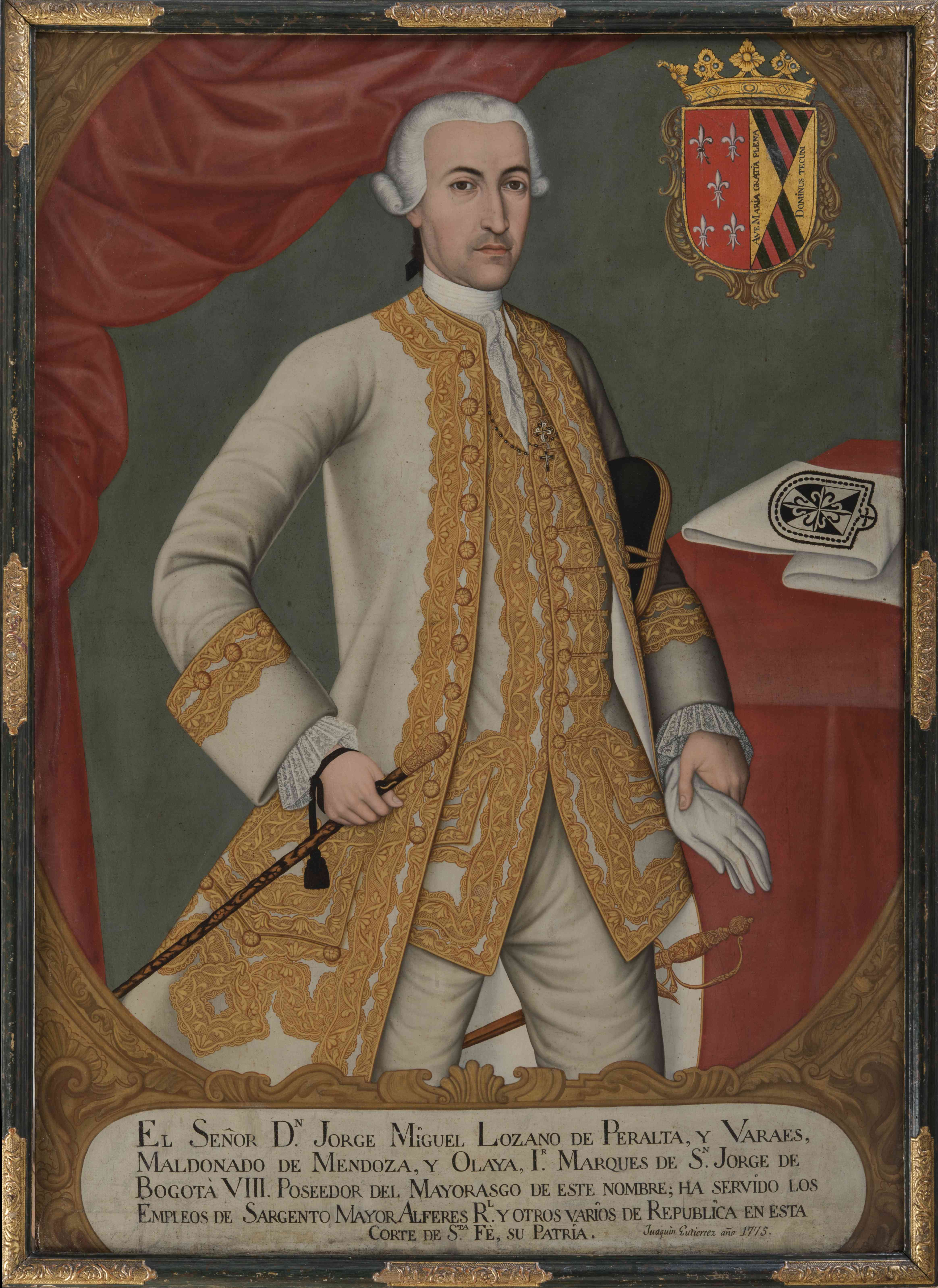
Jorge Miguel Lozano, I Marqués de San Jorge, de Joaquín Gutiérrez, Museo de Arte Colonial de Bogotá.

- 1750 - Hizo para la iglesia de San Juan de Dios el primero de la serie de 26 cuadros que le fueron encomendados por Fray Juan Antonio Guzmán, sobre la vida de San Juan de Dios. De ellos sólo se conservan 6 actualmente.
- 1754 - Pintó el retrato de la ceremonia de láurea de un seminarista.
- 1759 - Pintó un segundo retrato de la ceremonia de láurea de un seminarista.
- 1775 - Pintó los retratos de Jorge Miguel Lozano de Peralta y su señora doña María Tadea González Manrique, Marqueses de San Jorge. También hizo el retrato de doña Juana Nepomucena María Hilaria de Jesús Lozano de Peralta y Varaes.
- 1780 - Por este año ejecutó la serie de Virreyes que hoy posee el Museo Colonial de Bogotá.[1]

En el Museo de Arte Colonial de Bogotá: Los retratos del Virrey Solís Folch de Cardona, el Virrey Pedro Messia de la Zerda, el Virrey José Alfonso Pizarro, el Arzobispo Virrey Caballero y Góngora, el Virrey Sebastián de Eslava, el Virrey Manuel de Guirior, el corregidor Eustaquio Galavís, los Marqueses de San Jorge y los dos retratos de la ceremonia láurea de dos seminaristas. 
En el Museo Nacional de Bogotá: Los retratos de Felipe J. Paul. Simón Herrera, Jorge Holguín y Antonio Roldán (atribuido). En la Sacristía de la Iglesia de San Francisco de Bogotá: Alegoría de la Virgen y del Sacramento de la Eucaristía. En la Colección de Mario Laserna: Muerte de San Juan de Dios, Conversión de un caballero y el Bautizo de San Juan de Dios.
Como Miniaturista, Joaquín Gutiérrez dejó: Dos retratos pintados sobre lámina de marfil a la acuarela de personajes que no han sido identificados. También se sabe que hizo una pintura religiosa con la Virgen del Rosario, que figuró en la exposición organizada por Urdaneta en 1886.